# В'язка
Ребро (в'язка)— горизонтальна риска або діагональна лінія, що з'єднує кілька восьмих нот і використовується замість хвостиків.
Подвійна в'язка з'єднує шістнадцяті ноти; потрійна — тридцять другі і т. д.

В'язки вказують на ритмічні групи тривалостей, які зазвичай визначаються тактовим розміром. У вокальній музиці в'язки використовуються для сполучення нот, що співаються на один склад.  

Багатонотне тремоло

В'язки також використовуються як скорочення нот для позначення тремоло - .

## Приклади в музиці
Змішане угруповання: І. С. Бах , тема Фуги № 1 з першого тому «Добре темперованого клавіру»